# Camaridium hagsaterianum
Camaridium hagsaterianum là một loài thực vật có hoa trong họ Lan. Loài này được (Soto Arenas) M.A.Blanco mô tả khoa học đầu tiên năm 2007.